# 宮内亨
宮内 亨（みやうち とおる、1983年7月7日 - ）は、KBS京都の元アナウンサー。
2008年KBS京都にアナウンサーとして入社。サッカー中継や妹尾和夫のパラダイスKyotoのラジオカーリポートなどを担当。教員に転身するため2011年3月に退社した。2018年3月現在、神奈川県庁に勤務している。2019年、結婚。

## 出演

### テレビ
- 私立中学高等学校ガイド（2010年9月6日 - 12月2日、月曜－木曜 7:05 - 7:25）- 遠藤奈美と出演
- 甲子園をめざして（2010年）- 第92回全国高等学校野球選手権大会京都大会に出場する77校の横顔、球児達の表情や練習風景などを紹介
- 少年サッカー実況
- ぽじポジたまご「木曜日アシスタント」
- 旬感☆きょうと府
- 未来26

### ラジオ
- おはようミュージック
- 妹尾和夫のパラダイスKyoto ラジオカーリポート
- ラジオのオープニングコール　-宮内退職後も2011年12月31日まで毎朝宮内のオープニングコールを使用していた

### テレビ・ラジオ
- サンガ中継ピッチリポート